# 3-ヒドロキシ-2-メチルキノリン-4-オン-2,4-ジオキシゲナーゼ
3-ヒドロキシ-2-メチルキノリン-4-オン-2,4-ジオキシゲナーゼ（3-hydroxy-2-methylquinolin-4-one 2,4-dioxygenase）は、次の化学反応を触媒する酸化還元酵素である。
3-ヒドロキシ-2-メチル-1H-キノリン-4-オン + O2 {\displaystyle \rightleftharpoons } N-アセチルアントラニル酸 + CO
反応式の通り、この酵素の基質は3-ヒドロキシ-2-メチル-1H-キノリン-4-オンとO2、生成物はN-アセチルアントラニル酸とCOである。
組織名は3-hydroxy-2-methyl-1H-quinolin-4-one 2,4-dioxygenase (CO-forming)で、別名に(1H)-3-hydroxy-4-oxoquinaldine 2,4-dioxygenaseがある。